# Правило Ребіндера
Правило Ребіндера (англ. Rebinder's rule) — правило вирівнювання полярностей: на поверхні поділу фаз може відбуватися адсорбція речовини, якщо її присутність у міжфазному шарі зменшуватиме різницю полярностей цих фаз у зоні їх контакту. Молекули ПАР через те орієнтуються в адсорбційному шарі так, що їх полярні групи повернені до полярнішої фази (протилежного знаку), а вуглеводневі радикали — до менш полярної.